# 4 Korpus Lotnictwa Szturmowego

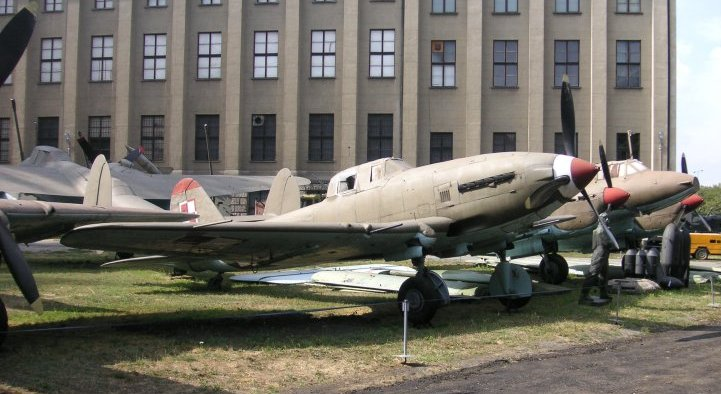
Ił-10

4 Korpus Lotnictwa Szturmowego (4 KLSz) – wyższy związek taktyczny lotnictwa Wojska Polskiego.
Korpus organizowany był w ramach dwuletniego planu przyspieszonego rozwoju wojsk. Dowództwo korpusu tworzono w okresie od 1 maja do 1 października 1952 roku, zgodnie z etatem nr 6/127. Etat przewidywał 161 żołnierzy zawodowych i 32 kontraktowych.
W podległych związkach taktycznych znajdowało się 160 samolotów szturmowych Ił-10
W 1953 roku minister obrony narodowej polecił dowódcy Wojsk Lotniczych do 1 grudnia 1953 roku rozformować dowództwo 4 Korpusu Lotnictwa Szturmowego.

## Struktura organizacyjna
- dowództwo korpusu
- 8 Dywizja Lotnictwa Szturmowego Bydgoszcz w składzie: 4 plsz Bydgoszcz, 46 plsz Modlin (nie sformowano) i 48 plsz Przasnysz
- 13 Dywizja Lotnictwa Szturmowego Elbląg w składzie: 5 plsz Lubień Kujawski, 50 plsz Elbląg (nie sformowano) i 51 plsz Wrzeszcz
- 16 Dywizja Lotnictwa Szturmowego Piła w składzie: 6 plsz Piła, 53 plsz Mirosławiec i 57 plsz Piła (nie sformowano)
- 89 kompania łączności

W 1952 roku, wobec załamania się dwuletniego planu przyspieszonego rozwoju, zaniechano formowania 13 Dywizji Lotnictwa Szturmowego. Jej pułki przydzielono do pozostałych dywizji (5 plsz do 8 DLSz, a 51 plsz do 16 DLSz).